# Liste der Monuments historiques in Saint-Jean-de-Thurigneux
Die Liste der Monuments historiques in Saint-Jean-de-Thurigneux führt die Monuments historiques in der französischen Gemeinde Saint-Jean-de-Thurigneux auf.

## Liste der Bauwerke
| Bezeichnung | Beschreibung    | Standort       | Kennzeichnung | Schutzstatus | Datum | Bild           |
| ----------- | --------------- | -------------- | ------------- | ------------ | ----- | -------------- |
| Motte       | 12. Jahrhundert | Ligneux (Lage) | PA00116605    | Inscrit      | 1989  | weitere Bilder |